# Василь Калиновський
Василь Калиновський ЧСВВ (пол. Bazyli Kalinowski; 1757 або 18 серпня 1772, околиці Августова — 21 жовтня 1865, Варшава) — церковний діяч, греко-католицький священник Чину святого Василія Великого, протоігумен Холмської провінції ЧСВВ у Польському Царстві (1834—1838), багатолітній парох греко-католицької парафії у Варшаві при вул. Мьодовій.

## Життєпис

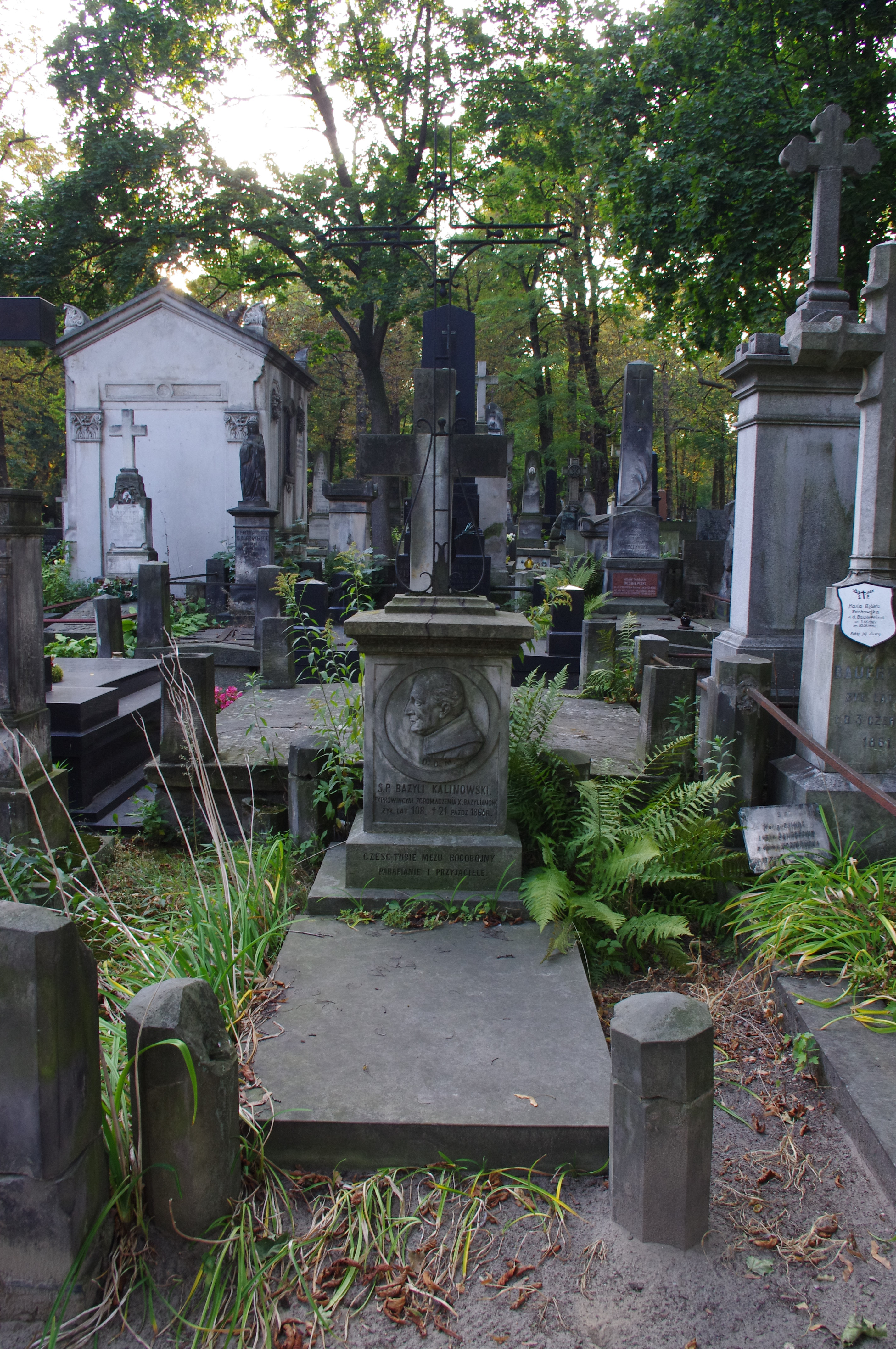
Могила Василя Калиновського на Повонзківському цвинтарі

Народився 18 серпня 1772 року в околицях Августова в шляхетській сім'ї католиків латинського обряду Матея і Кенеґунди. Після початкових шкіл вивчав богослов'я в Супрасльському монастирі. Вступив до Василіянського Чину 23 жовтня 1790 року, а через рік (24 листопада 1791) склав монаші обіти. 9 жовтня 1793 року отримав священничі свячення. До 1802 року перебував у Супрасльському монастирі, потім до 15 жовтня 1806 року був вікарієм і проповідником у Дорогичинському монастирі, до 21 грудня 1833 року — вікарієм і парохом у Варшаві. Потім до 1 січня 1835 року був у Холмському монастирі.
Упродовж 1834—1838 років виконував уряд протоігумена Холмської провінції Василіянського Чину. До 1856 року був ігуменом Варшавського василіянського монастиря, коли отримав титул «емерита». У 1861 році як «емерит» брав участь у провінційній капітулі.
Був учасником Листопадового та Січневого повстань, допомагаючи хворим.
Помер у Варшаві 21 жовтня 1865 року. Похований на Повонзківському цвинтарі у Варшаві — поле 24, ряд 1, гріб 17.

## Зауваги
1. ↑  Згідно з написом на надгробку о. Василь Калиновський прожив 108 років і помер 21 жовтня 1865 року — пол. S. P. Bazyli Kalinowski exprowincyał zgromadzenia X. Bazylianów żył lat 108 † 21 pażdz 1865 r., однак біографічна довідка, написана на базі архівних документів подає інші дані (див. о. І. Патрило, ЧСВВ. Василіяни Холмської провінції (1810—1864) // Analecta Ordinis S. Basilii Magni, sectio II, vol. XIV. — Romae 1992. — С. 248).